# La muerte del doctor Octavio Aguilar
«La muerte del doctor Octavio Aguilar» es un cuento del autor Washington Delgado publicado en el año 1981 en la ciudad del Cusco, ganador del premio Copé en 1979.  El cuento busca ilustrar una condición imposible donde el subjeto sea plenamente consciente de su muerte ya estando muerto. Según el escritor, poeta, crítico literario y antologador peruano Ricardo González Vigil tenía cierta influencia en el autor Franz Kafka.
El cuento fue incluido en el segundo tomo de las Obras Completas de Wáshington Delgado en el 2008, editado por Jorge Eslava, y publicado por el Fondo Editorial de la Universidad de Lima. El segundo tomo titulado “Monólogo  del Habitante: Cuentos y artículos culturales” incluye seis cuentos en total.

## Premio Copé 1979
El cuento ganó el premio Copé de oro del certamen literario organizado por la empresa Petróleos del Perú "PetroPeru" compitiendo con las obras «Oro de Pachacamac» por Luis Enrique Tord y «De todas maneras quiero ir a la Gloria» por Alfredo Quintanilla ganando los premios Copé de Plata y Premio Copé de Bronce respectivamente.
El certamen tuvo de jurados a Estuardo Nuñez Hague, Carlos Eduardo Zavaleta,  Edgardo Rivera Martínez, Ricardo Gonzáles Vigil y Pedro Cateriano Delgado.